# 楊素県
楊素県（ようそ-けん）は中国にかつて存在した県。現在の甘粛省定西市臨洮県に位置した。
顧祖禹による『読史方輿論紀要』によれば北魏により設置され、隋開皇初年に狄道県に編入されたと記録されている。